# Marian Olteanu
Marian Olteanu (n. 6 septembrie 1992, Vaslui) este un actor român de teatru.
FACULTATEA, CLASA, PROMOȚIA:
● Universitatea Națională de Artă Teatrală și Cinematografică „I.L.Caragiale” București, Facultatea de Teatru, Specializarea – Arta actorului, prof. Florin Zamfirescu, promoția 2014
● Universitatea Națională de Artă Teatrală și Cinematografică „I.L.Caragiale” București, Facultatea de Teatru, Master Arta actorului, prof. Gelu Colceag, promoția 2016

PREMII:
● Premiul pentru Cea mai bună interpretare masculină – rolul Printzul Mic din „Apa Vie„ de Daniel Chirilă, după Frații Grimm, regia și coregrafia Ștefan Lupu, în cadrul Festivalului Internațional de Teatru pentru Copii „100, 1.000, 1.000.000 de povești” – București, 2018
Spectacole in Teatrul Mic:
Nașul în „NE CEREM SCUZE PENTRU DISCONFORTUL CREAT”, text și regie Radu Iacoban, 2025
Nicolai Levin în „ANNA KARENINA” după Lev Tolstoi, regia și scenografia Dumitru Acriș, 2024
Osip, servitorul lui Hlestacov în „Revizorul” de Nikolai Gogol, regia Alexandru Dabija, 2024
Ludovic al XIV-lea Regele Franței în „Tartuffe sau Impostorul" de Molière, traducere, adaptare și regie artistică Gelu Colceag, 2023
Sebastian, fratele Violei / Valentin, slujitor al lui Orsino / Un Ofițer în „ A douăsprezecea noapte” de W. Shakespeare, regia și adaptarea Nona Ciobanu, 2022
Omul care vorbește în șoaptă, Omul cu oglinda în „Omul din oglindă” după Teatru descompus de Matei Vișniec, regia Teodora Petre, 2021
Iubitul Sofiei în „Mama” de Stanisław Ignacy Witkiewicz, regia și adaptarea Nona Ciobanu, 2019
Romeo în „Romeo și Julieta" de William Shakespeare, regia Liliana Pană, 2018
Panda în „Anul dispărut. 200/7" de Peca Ștefan, regia Ana Mărgineanu, 2017
Printzul Mic în „Apa Vie" de Daniel Chirilă, după Frații Grimm, regia și coregrafia Ștefan Lupu, 2017
Hanschen Rilow, Robert, în poemul teatral rock „Deșteptarea primăverii" de Frank Wedekind, regia și scenografia Vlad Cristache, muzică și versuri originale compuse de Daniel Rocca și muzică live interpretată de trupa FiRMA, 2017
Sursă: www.teatrulmic.ro